# Orzesze (gmina)

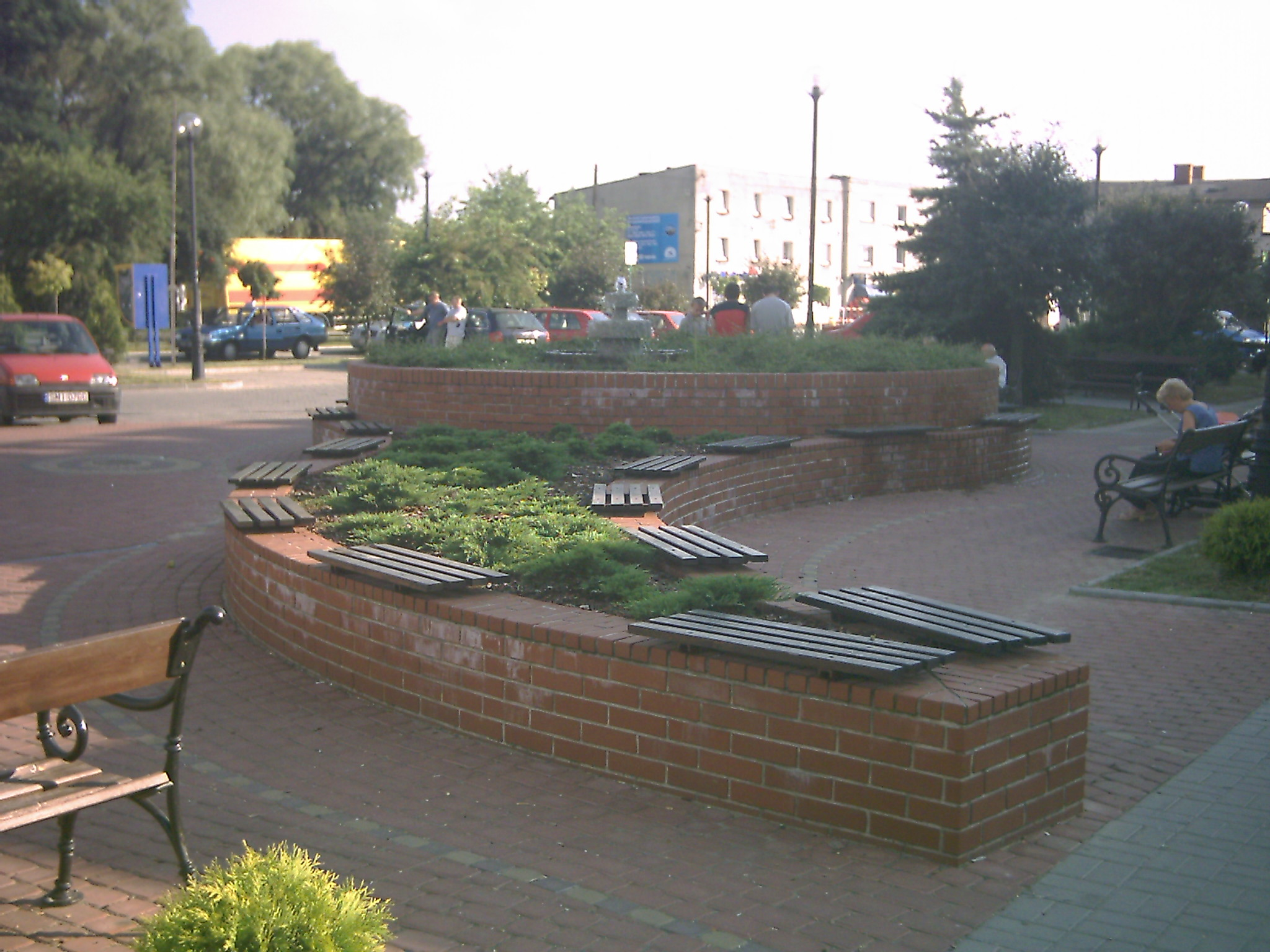
Centrum Orzesza

Orzesze – dawna gmina wiejska istniejąca w latach 1945–1954 w woj. śląskim, katowickim i stalinogrodzkim (dzisiejsze woj. śląskie). Siedzibą władz gminy było Orzesze (1956–1962 osiedle Orzesze, od 1962 samodzielne miasto)
Gmina zbiorowa Orzesze powstała w grudniu 1945 w powiecie pszczyńskim w woj. śląskim (śląsko-dąbrowskim). Według stanu z 1 stycznia 1946 gmina składała się z 3 gromad: Orzesze, Ornontowice i Zawada. 6 lipca 1950 zmieniono nazwę woj. śląskiego na katowickie, a 9 marca 1953 kolejno na woj. stalinogrodzkie.
Według stanu z 1 lipca 1952 gmina składała się z 3 gromad: Ornontowice, Orzesze i Zawada. Gmina została zniesiona 29 września 1954 wraz z reformą wprowadzającą gromady w miejsce gmin. Jednostki nie przywrócono 1 stycznia 1973 wraz z kolejną reformą reaktywującą gminy. Orzesze i Zawada stanowiły od 1962 organizm miejski Orzesze, a Ornontowice utworzyły odrębną gminę.